# Lutzomyia inpai
Lutzomyia inpai är en tvåvingeart som beskrevs av Young D. G., Arias J. R. 1977. Lutzomyia inpai ingår i släktet Lutzomyia och familjen fjärilsmyggor. Inga underarter finns listade i Catalogue of Life.